# Героев Днепра (станция метро)
«Геро́ев Днепра́»  (укр. «Геро́їв Днiпра́») — 25-я станция Киевского метрополитена, конечная и самая северная на Оболонско-Теремковской линии, следующая после станции «Минская»). Расположена в Оболонском районе. Открыта 6 ноября 1982 года. При открытии была названа по близлежащей улице Героев Днепра. Пассажиропоток — 37,5 тысяч чел./сутки.
Одна из 5 станций Киевского метрополитена, которая предложена к переименованию, наряду с «Минской», «Берестейской», «Площадью Льва Толстого» и «Дружбы народов».

## Конструкция
Станция мелкого заложения. Имеет подземный зал, своды которого опираются на два ряда колонн. Зал соединен с двух сторон лестницами с подземными вестибюлями. Вестибюли выполнены по индивидуальному проекту и занимают большой объём под развязкой на поверхности. Входы и выходы в вестибюли выполнены в едином комплексе с транспортной развязкой на пересечении  Оболонского проспекта и улицы Героев Днепра — на нижнем уровне находятся платформа станции и вестибюли, на среднем уровне находится нижний этаж ТРЦ «Оазис» (до 2017 года — большая пешеходная площадь) и четыре выхода в сторону близлежащих улиц, на верхнем уровне — автомобильная дорога.

## Оформление
Оформление станции связано с одной из героических страниц истории Великой Отечественной войны — форсированием Днепра и освобождением Киева осенью 1943 года.
Как и многие другие колонные станции в Киеве, «Героев Днепра» представляет собой необычный выход из проблемы однообразия архитектуры типовой колонной станции — колонны, облицованные тёмным мрамором коричневого цвета, имеют капители в виде стилизованных факелов желтовато-белого цвета, которые создают равномерно освещённый фон потолка. На путевой стене,  облицованной ракушечником в нижней части и мрамором «Коелга» в верхней, полоса из различных видов полированного камня, символизирующего гвардейские ленты ордена Славы.
На путевой стене в названии станции под украинскими буквами «І» и «Ї» можно разглядеть очертания букв «Е». Это связано с тем, что название станции изначально было выполнено на русском и украинском языках, и было изменено в 1990-х годах.

## Изображения

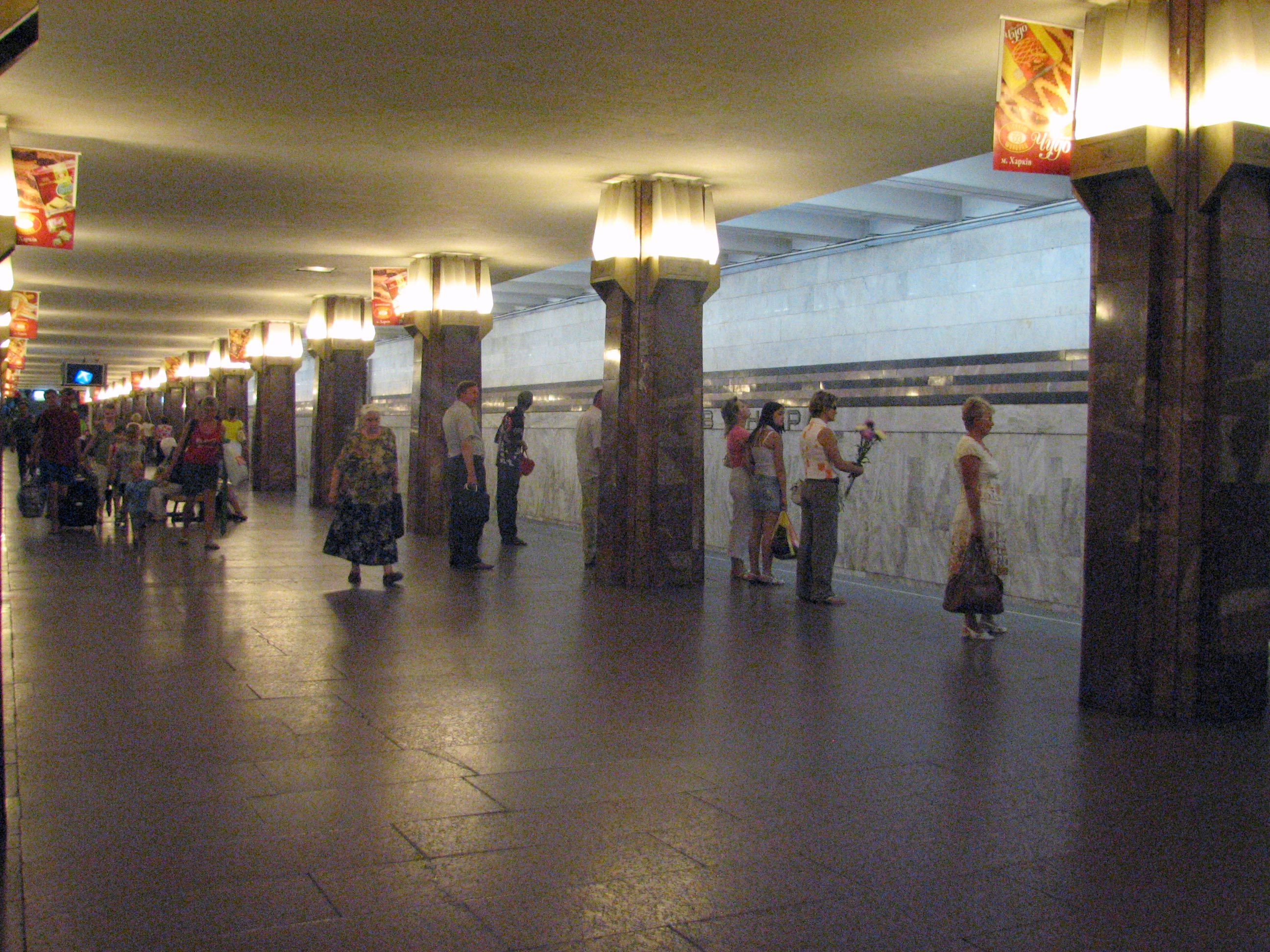
Интерьер станции
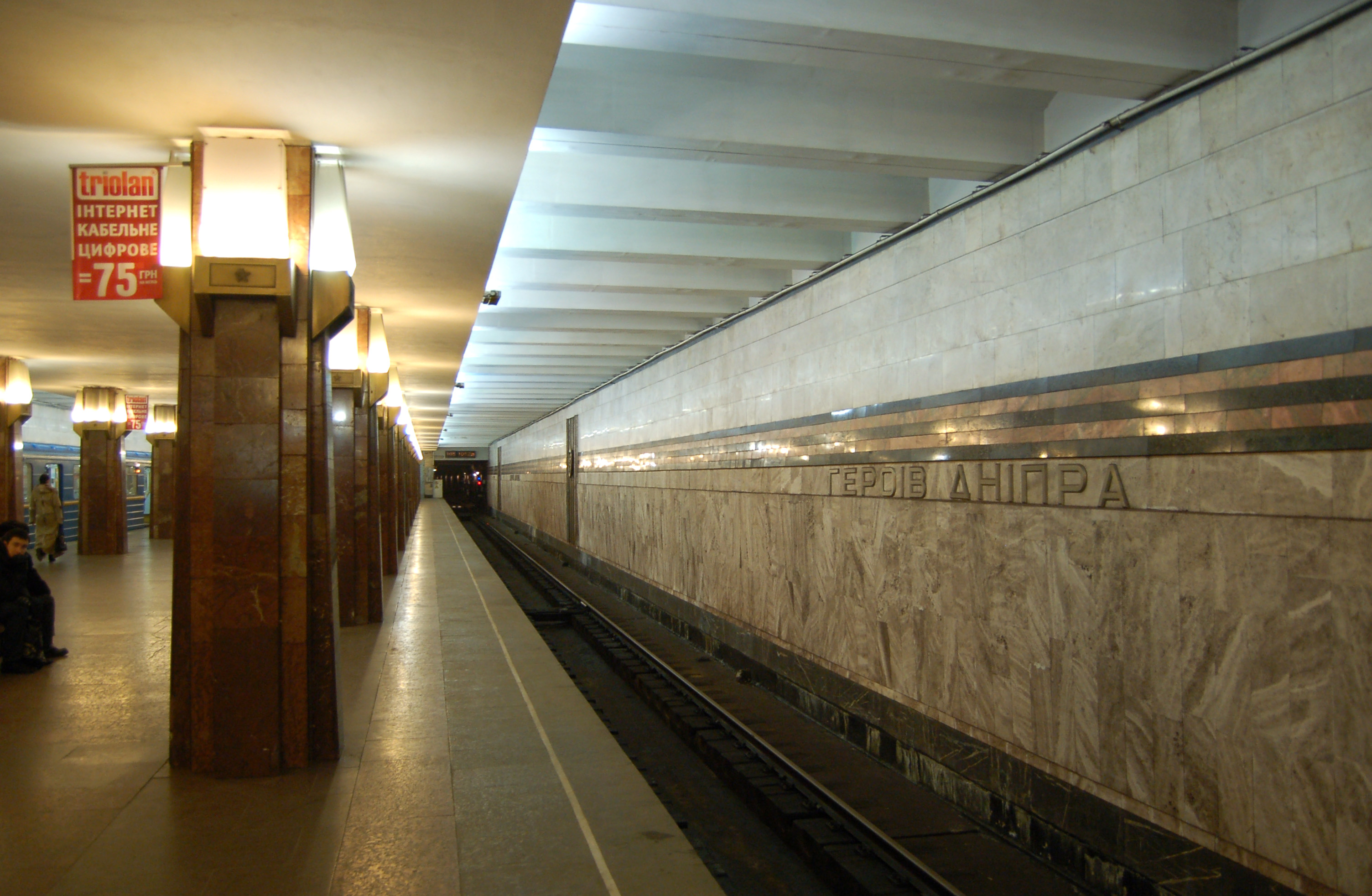
Посадочная платформа
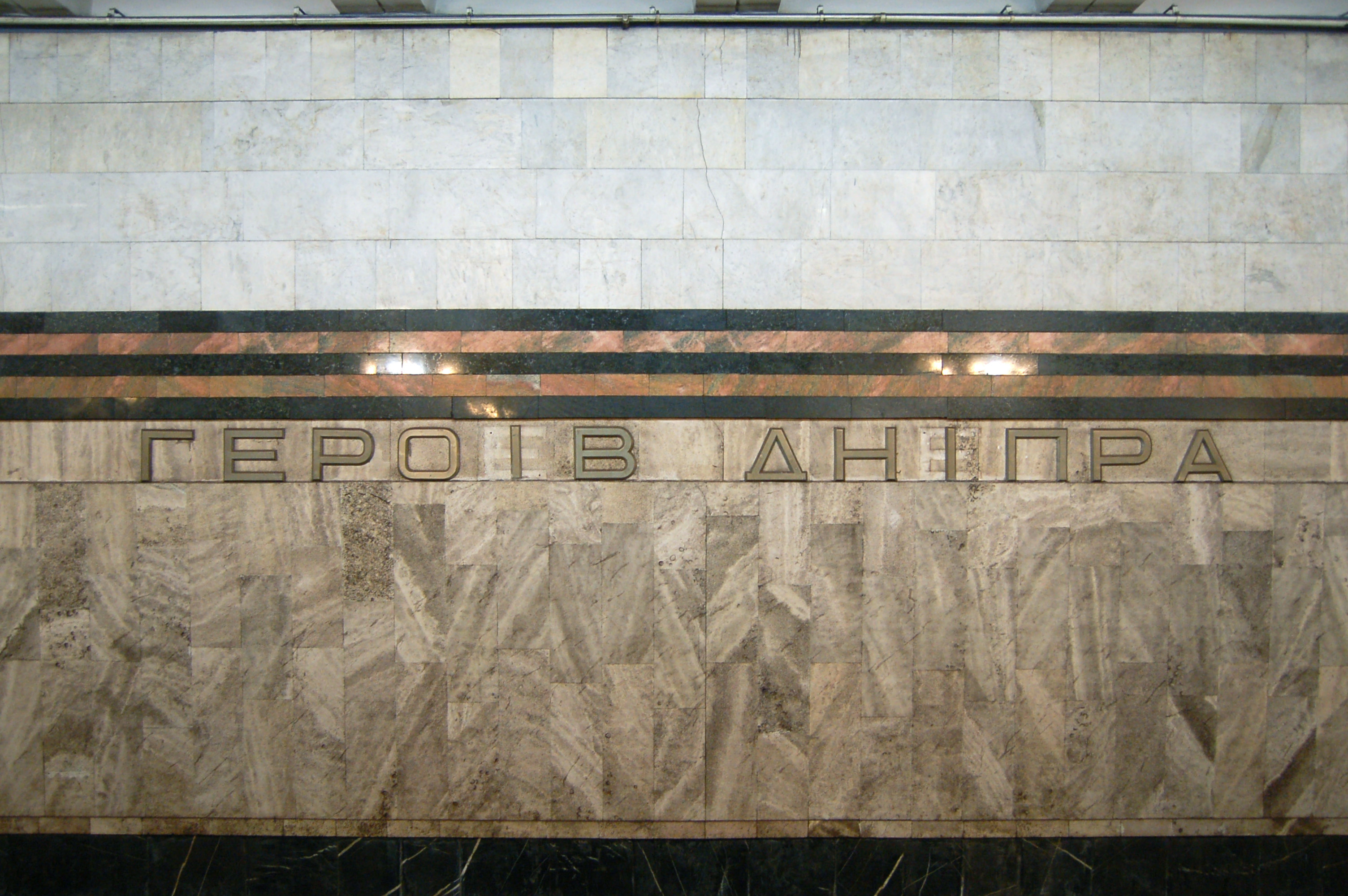
«Украинизированное» название станции на путевой стене, видны очертания букв русского названия
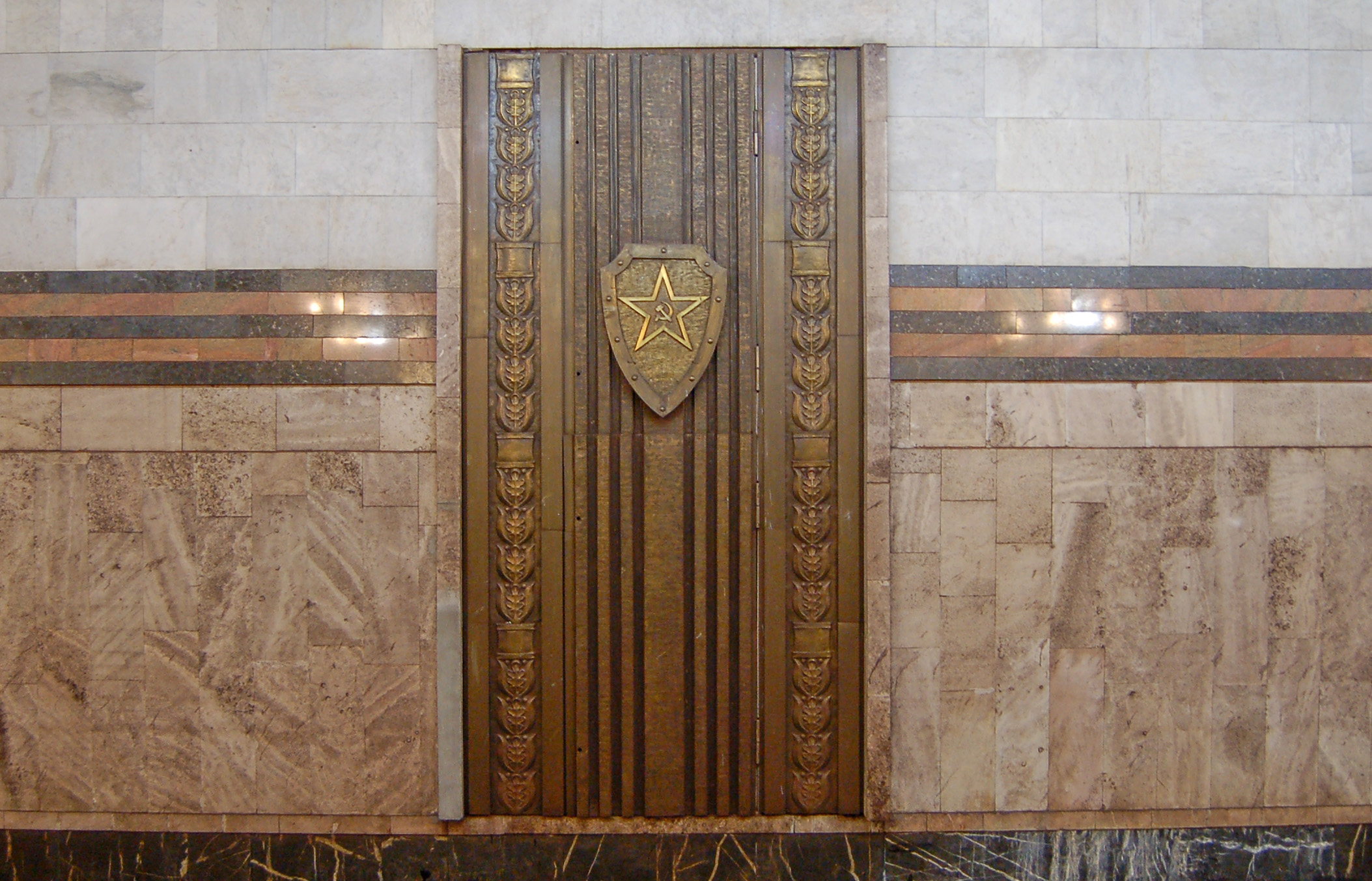
Дверца с эмблемой Сухопутных войск на путевой стене
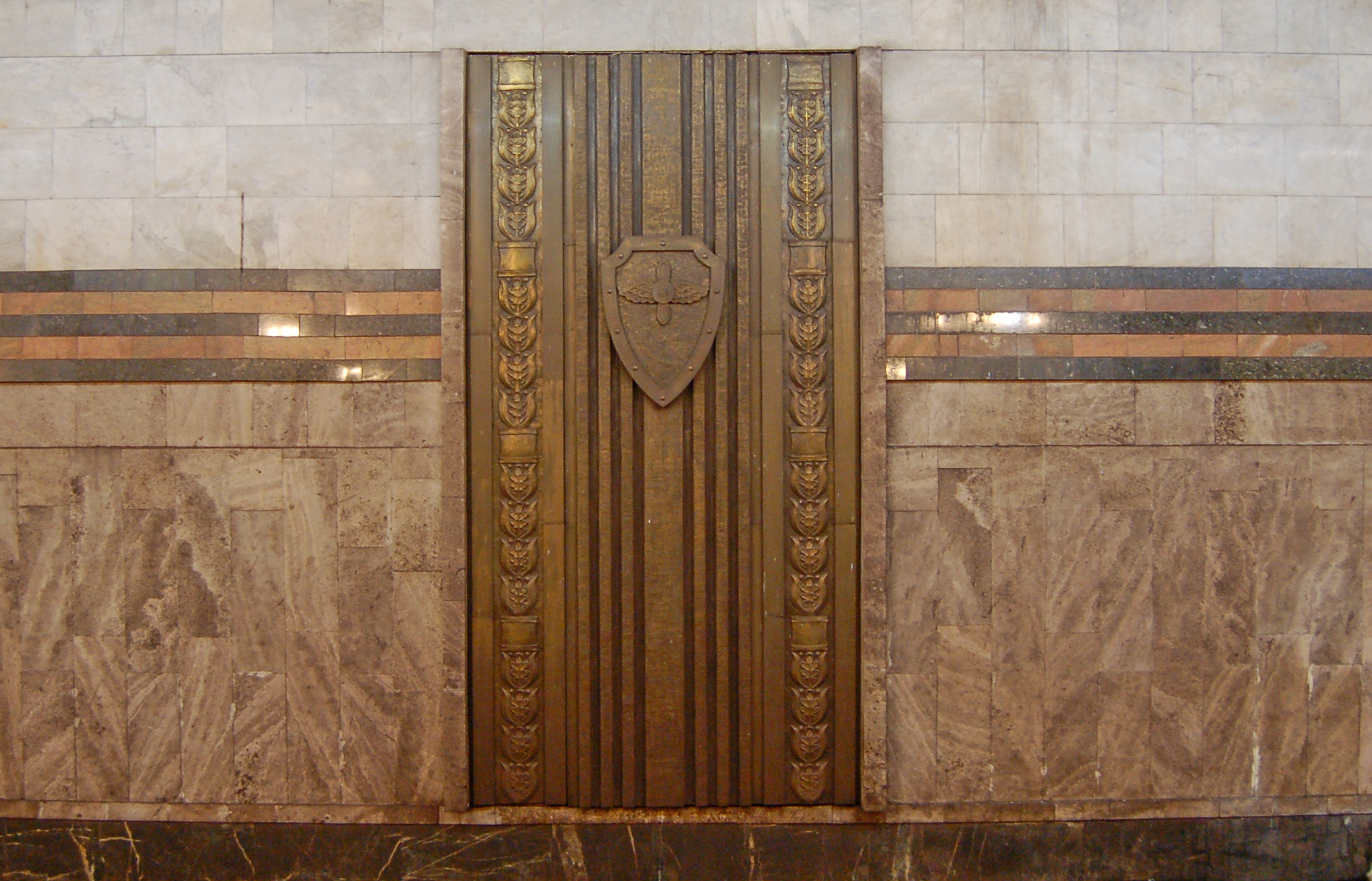
Дверца с эмблемой Военно-воздушных сил на путевой стене
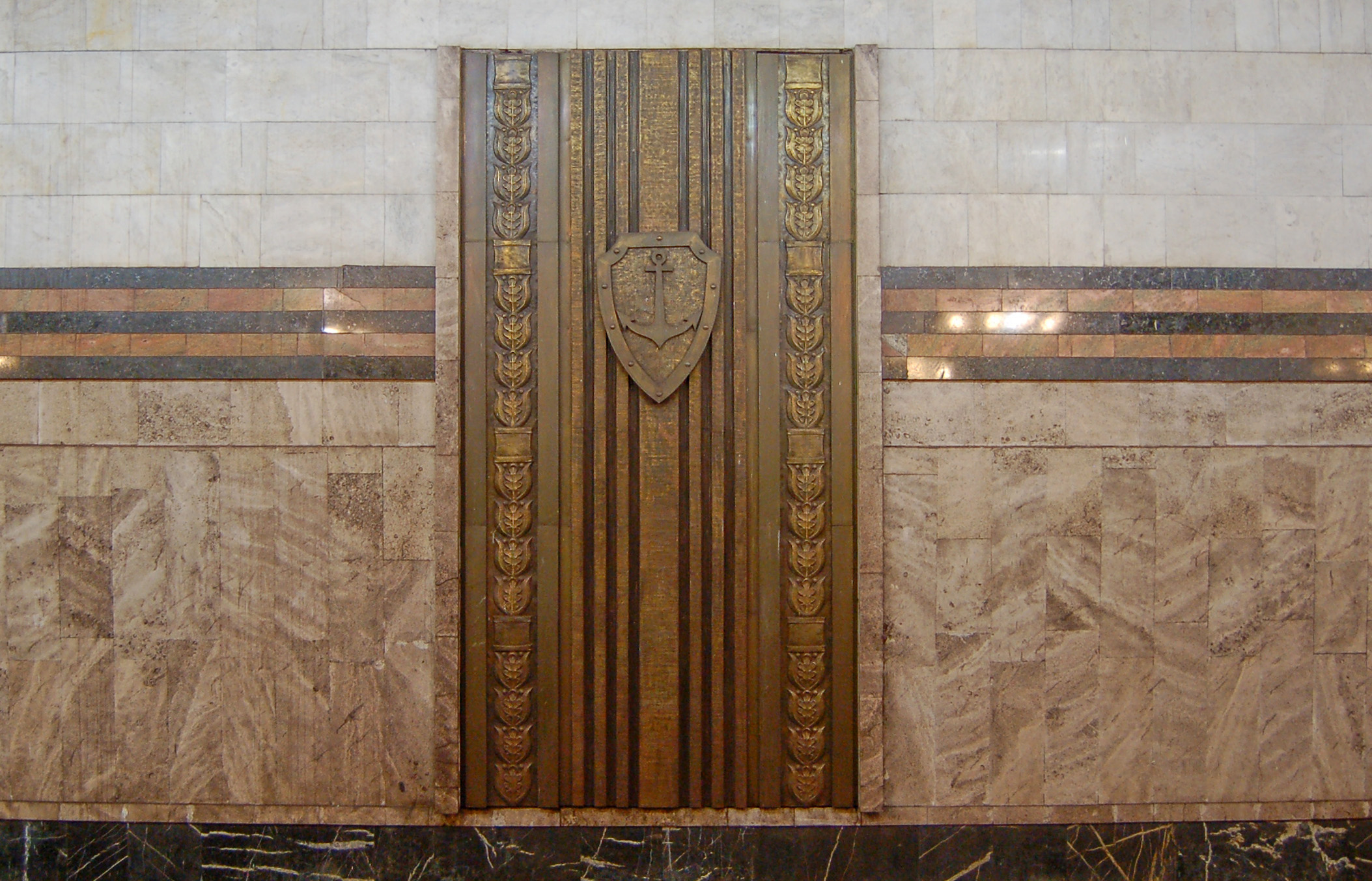
Дверца с эмблемой Военно-морского флота на путевой стене
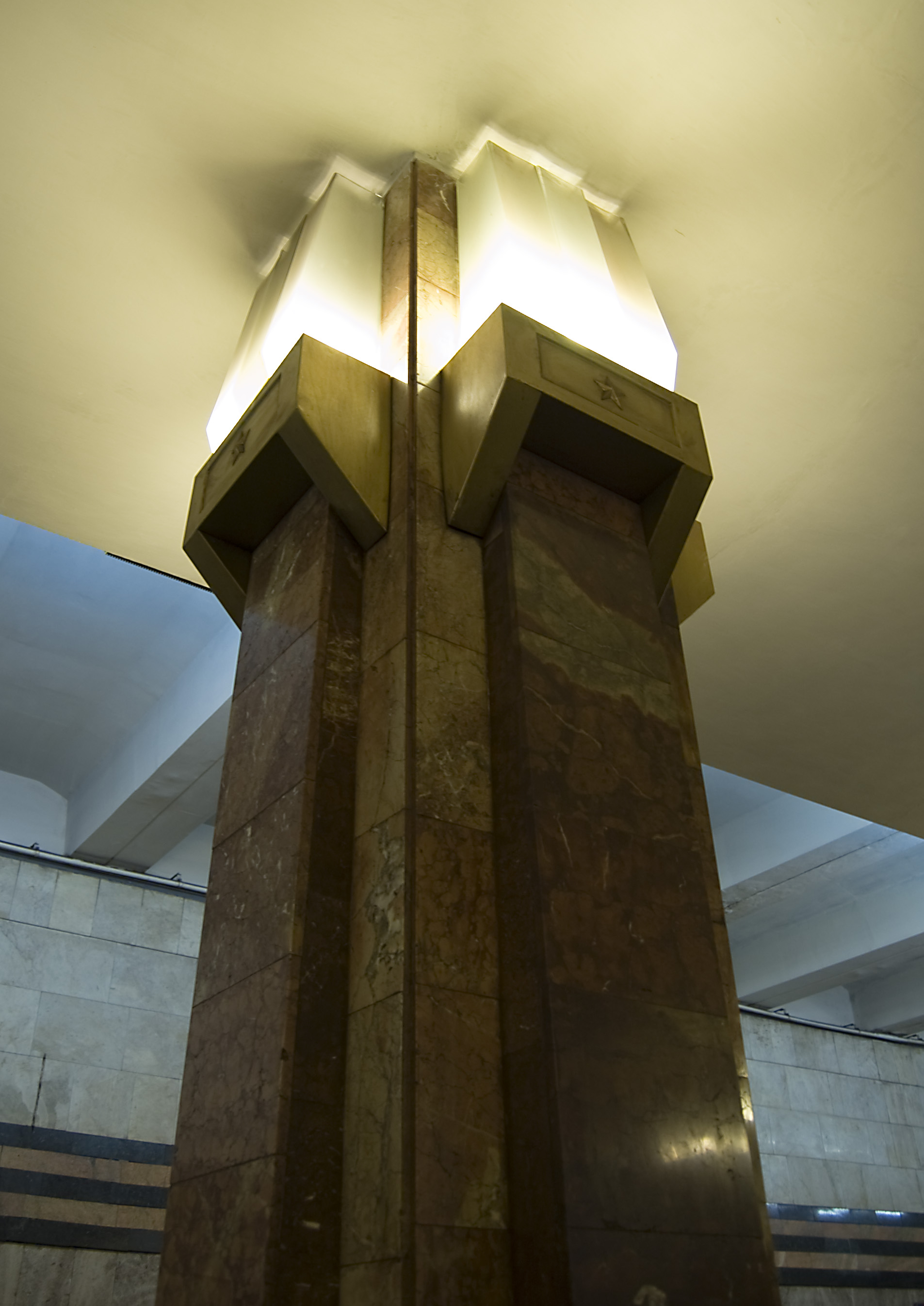
Светильник на колонне
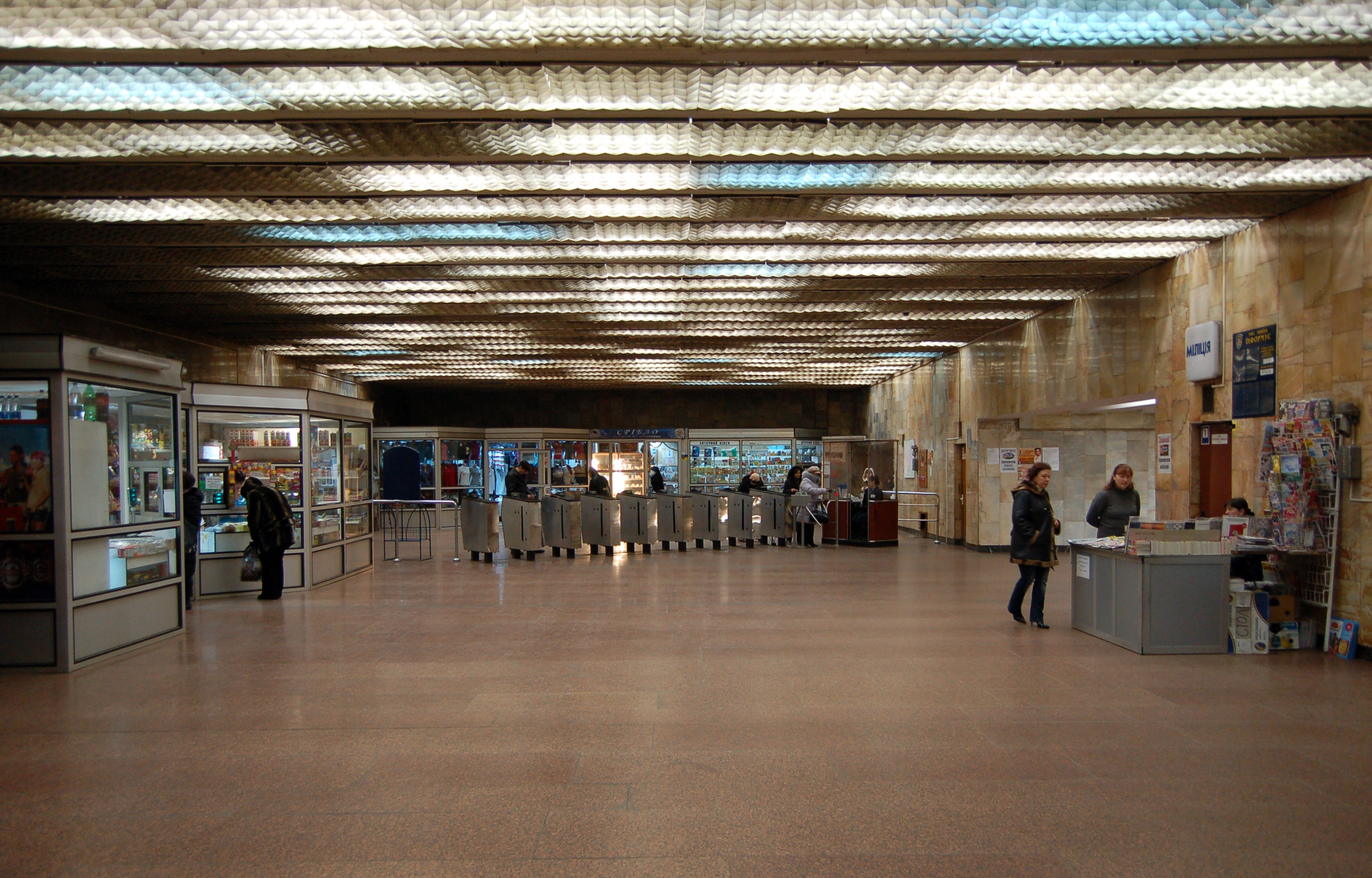
Подземный вестибюль с кассовым залом

## Режим работы
Открытие — 5:30, закрытие — 0:00
Отправление первого поезда в направлении:
- ст. «Теремки» — 5:32

Отправление последнего поезда в направлении:
- ст. «Теремки» — 0:05